# Eric DaRe
Eric DaRe (ur. 3 marca 1965 w Los Angeles) – amerykański aktor filmowy i telewizyjny, znany z roli Leo Johnsona w serialu ABC Miasteczko Twin Peaks (1990-1991) i filmu Davida Lyncha Twin Peaks: Ogniu krocz ze mną (1992). 

## Życiorys

### Wczesne lata
Urodził się w Los Angeles w Kalifornii w rodzinie pochodzenia włoskiego jako syn Johanny Ray (z domu Bennet), wielokrotnie nagradzanej kierowniczki castingu (Blue Velvet, Mulholland Drive, Showgirls)/producentki filmowej (Twin Peaks: Ogniu krocz ze mną), i Alda Raya, aktora. Miał brata Paula i przyrodnią siostrę Claire (ur. 1951) z wcześniejszego związku ojca. W 1967, kiedy miał dwa lata jego rodzice rozwiedli się. Uczęszczał do Horace Mann Elementary i Beverly Hills High School z Nicolasem Cage.

### Kariera
W 1987 zadebiutował na małym ekranie jako surfer w dramacie kryminalnym HBO Czwarta Rzesza (Into the Homeland) u boku Powersa Boothe’a i C. Thomasa Howella. Współpracował z Davidem Lynchem, jako asystent castingu filmu Dzikość serca (1990) i jako nabywca nieruchomości dla Zagubiona autostrada (1997).
W serialu ABC Miasteczko Twin Peaks (1990-1991) i filmie Davida Lyncha Twin Peaks: Ogniu krocz ze mną (1992) zagrał postać Leo Johnsona, dilera narkotyków i kierowcę ciężarówki, który obraża swoją żonę, kelnerkę Shelly Johnson. Wystąpił w widowiskowym dreszczowcu fantastycznonaukowym Paula Verhoevena Żołnierze kosmosu (Starship Troopers, 1997) i dramacie kryminalnym Bezlitosny morderca (Ted Bundy) z Michaelem Reilly Burke.

## Wybrana filmografia
- 1990-1991: Miasteczko Twin Peaks (Twin Peaks) jako Leo Johnson
- 1991: Critters 4 jako Bernie
- 1992: Twin Peaks: Ogniu krocz ze mną (Twin Peaks: Fire Walk with Me) jako Leo Johnson
- 1993: seaQuest DSV jako Maxwell (1 odcinek)
- 1997: Udając Boga (Playing God) jako Digiacomo
- 1997: Żołnierze kosmosu (Starship Troopers) jako Medyk
- 2002: Bezlitosny morderca (Ted Bundy) jako imprezowicz